# Oxid měďnato-chromitý
Oxid měďnato-chromitý je anorganická sloučenina se vzorcem Cu2Cr2O5, používaná jako katalyzátor v organické syntéze.

## Historie
Tato látka byla poprvé popsána v roce 1908.
Její katalytické využití vyvinuli Homer Burton Adkins a Wilbur Arthur Lazier na základě prací německých chemiků zaměřených na Fischerovu–Tropschovu syntézu. Z tohoto důvodu bývá někdy nazývána Adkinsovým nebo Lazierovým katalyzátorem.

## Struktura
Struktura oxidu měďnato-chromitého je podobná spinelu.
Podobnou sloučeninou je Cu2CrO4·CuO·BaCrO4 (CAS 99328-50-4) Vzorky oxidu měďnato-chromitého často obsahují příměsi oxidu barnatého a jiných sloučenin.

## Výroba
Oxid měďnato-chromitý se vyrábí termolýzou z jedné ze tří sloučenin. Původní je spalování chromanu měďnatého:
2 CuCrO4 → 2 CuCrO3 + O2
Látkou nejčastěji používanou na přípravu oxidu měďnato-chromitého je chroman amonno-barnatoměďnatý. Směs vzniklá tímto postupem může být použita pouze v reakcích obsahujících látky nereagující s baryem, které se při rozkladu vytváří. Oxid měďnatý, který je vedlejším produktem, se odstraní pomocí kyseliny octové, kdy se směs produktů promyje kyselinou, provede se dekantace a zbylá pevná látka se zahřeje za vzniku konečného produktu. Oxid měďnato-chromitý vzniká vystavením chromanu amonno-barnatoměďnatého teplotě 350-450 °C, obvykle v muflové peci:
Ba2Cu2(NH4)2(CrO4)5 → CrCuO3 + CuO + 2 Ba + 4 H2O + 4 Cr + N2 + 6 O2
Oxid měďnato-chromitý lze získat i z chromanu amonnoměďnatého; tento postup bývá náhradou přípravy z chromanu amonno-barnatoměďnatého, pokud má být produkt použit s látkami citlivými na baryum. I zde lze produkt přečistit promytím kyselinou octovou a vysušením. Oxid měďnato-chromitý vzniká vystavením chromanu amonno-barnatoměďnatého teplotě 350-450 °C:
Cu(NH4)2(CrO4)2 → CrCuO3 + CrO + 4 H2O + N2
Aktivní katalyzátor tvořený oxidem měďnato-chromitým s příměsí barya je možné vytvořit z roztoku dusičnanu barnatého, dusičnanu měďnatého a chromanu amonného. Po smíchání těchto sloučenin se vytvoří sraženina, která se zahřeje na 350–400 °C za vzniku katalyzátoru:
Cu(NO3)2 + Ba(NO3)2 + (NH4)2CrO4 → CuCr2O4·BaCr2O4

## Příklady reakcí
- Hydrogenolýzy esterů na odpovídající alkoholy a přeměny dvojných vazeb uhlík–uhlík a uhlík–kyslík na jednoduché; například sebakoin, získaný acyloinovou kondenzací z dimethylesteru kyseliny sebakové, se hydrogenuje na cyklodekan-1,2-diol.[9] Oxid měďnato-chromitý může také katalyzovat redukci fenanthrenu na pozicích 9,10.
- Hydrogenolýzou tetrahydrofurfurylalkoholu při 250–300 °C vodíkem o tlaku 20-40 MPa vzniká pentan-1,5-diol.[10]
- Dekarboxylace kyseliny α-fenylskořicové na cis-stilben.[11]

Reakce využívající vodík se provádějí za vysokých tlaků (kolem 135 atmosfér) a teplot (150–300 °C). Hydrogenace, jako jsou redukce esterů, lze katalyzovat i aktivnějšími katalyzátory, jako je například Raneyův nikl. Reakce s těmito katalyzátory probíhají za mírnějších podmínek (při podobných tlacích, ale za pokojové teploty), ale vyžadují velká množství katalyzátorů.